# Episodi di First Kill
La prima e unica stagione della serie televisiva First Kill, composta da 8 episodi, è stata interamente pubblicata su Netflix il 10 giugno 2022, nei paesi in cui il servizio è disponibile.
| nº | Titolo originale | Titolo italiano              | Pubblicazione  |
| -- | ---------------- | ---------------------------- | -------------- |
| 1  | First Kiss       | Il primo bacio               | 10 giugno 2022 |
| 2  | First Blood      | Il primo sangue              | 10 giugno 2022 |
| 3  | First Fight      | Il primo scontro             | 10 giugno 2022 |
| 4  | First Date       | Il primo appuntamento        | 10 giugno 2022 |
| 5  | First Love       | Il primo amore               | 10 giugno 2022 |
| 6  | First Severing   | Il primo rito di separazione | 10 giugno 2022 |
| 7  | First Goodbye    | Il primo arrivederci         | 10 giugno 2022 |
| 8  | First Betrayal   | Il primo tradimento          | 10 giugno 2022 |